# Ђурђени (Бакау)
Ђурђени (рум. Giurgeni) насеље је у Румунији у округу Бакау у општини Татарашти. Oпштина се налази на надморској висини од 218 m.

## Становништво
Према подацима из 2002. године у насељу је живело 273 становника, од којих су сви румунске националности.